# Gröna Lund

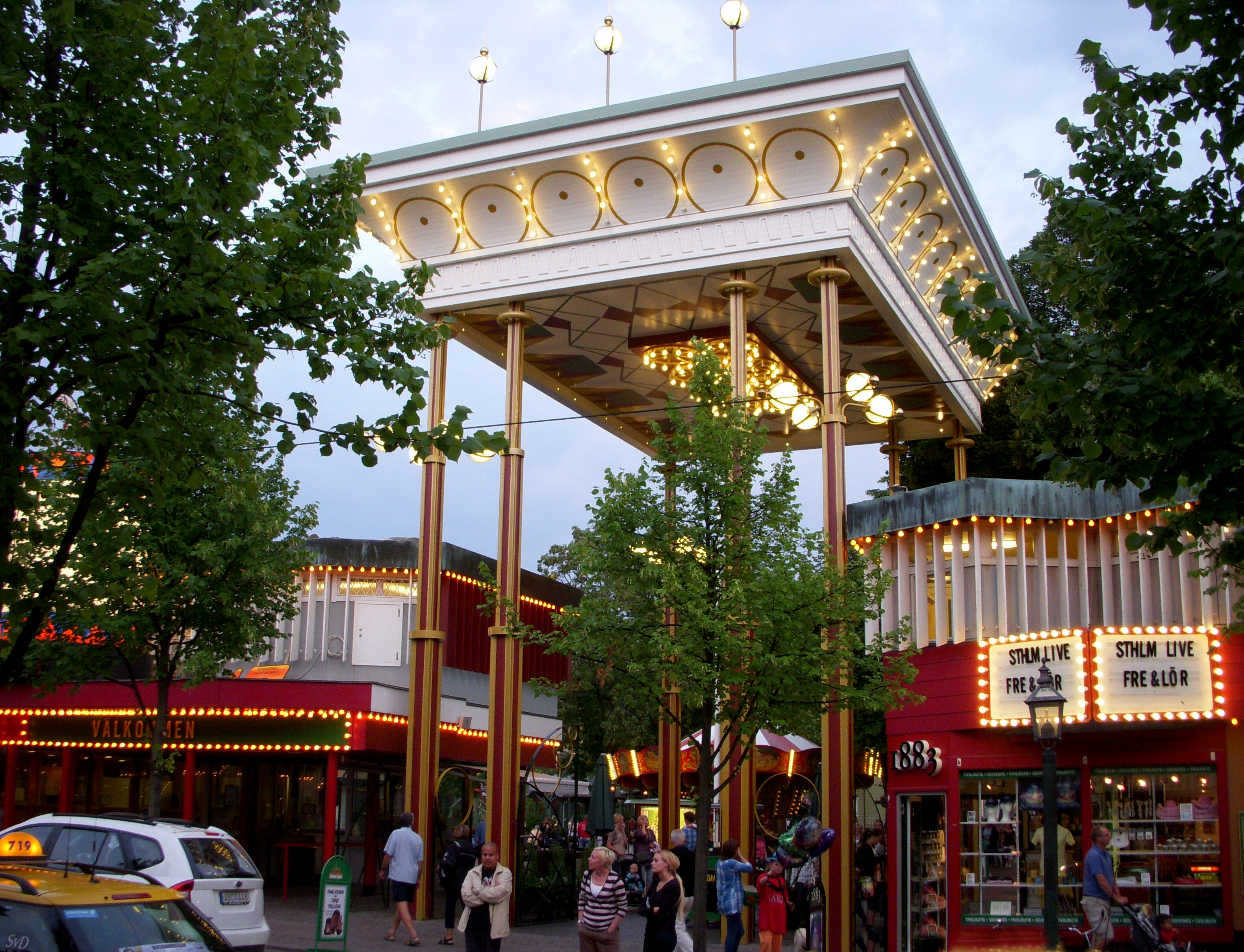
Huvudentrén 2010.

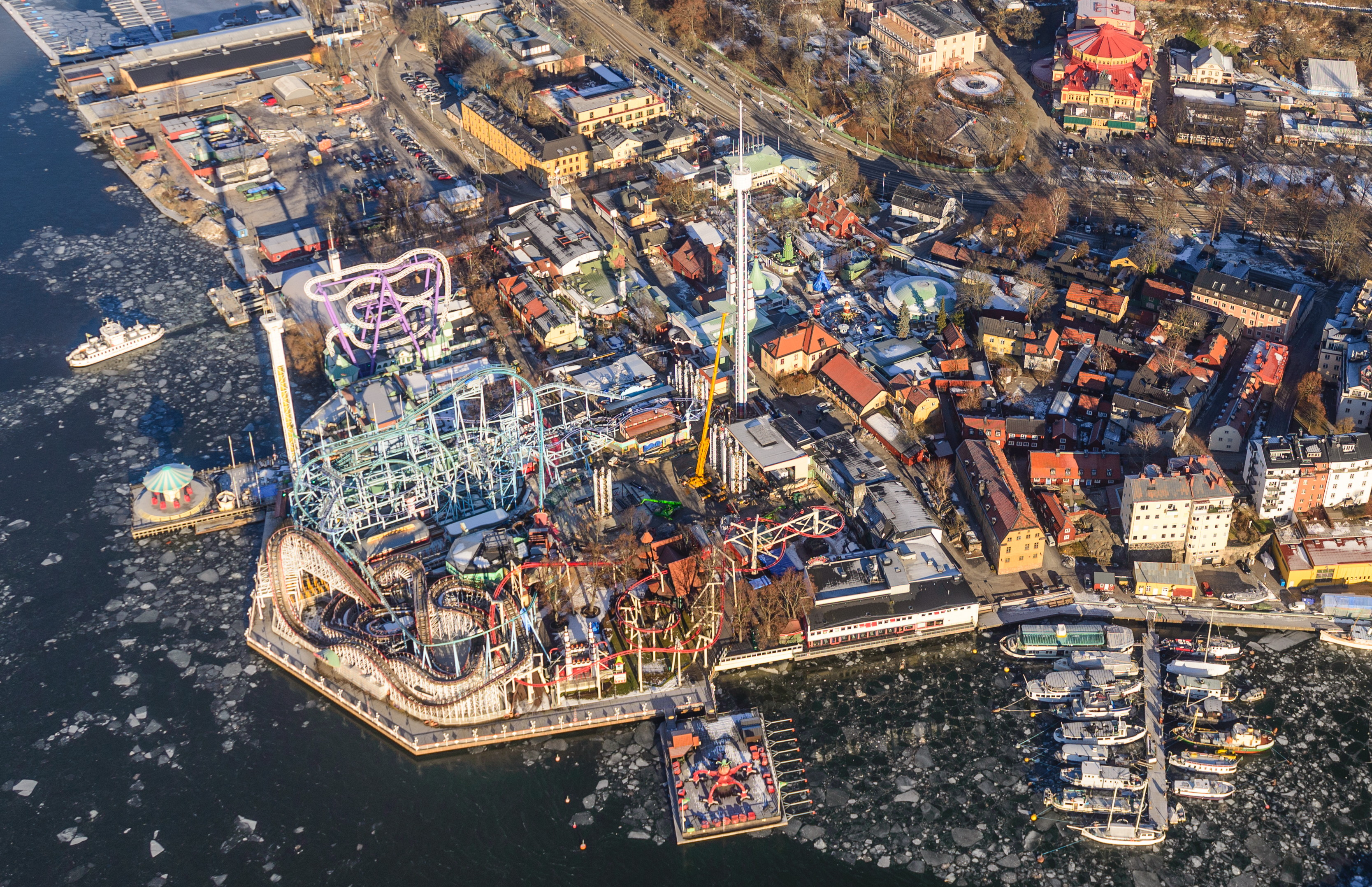
Gröna Lund från luften, februari 2013.

Gröna Lund, vardagligt även kallat Grönan, är ett nöjesfält som ligger på Djurgården, Stockholm, med huvudentré från Allmänna gränd. Gröna Lund är beläget inom Kungliga nationalstadsparken.
I parken finns ett trettiotal åkattraktioner, däribland 7 berg- och dalbanor, spökhus, ett flertal spel och lyckohjul, snacks och snabbmatskiosker samt restauranger och barer. Det finns också två scener och en dansbana och årligen hålls över 60 konserter och även många danskvällar. Gröna Lund är öppet för allmänheten från slutet av april till slutet av september. Sedan 2017 har parken även haft öppet under halloween från mitten av oktober till början av november. Förutom de vanliga attraktionerna har man under halloween byggt upp flera nya spökhus, och smyckat parken med pumpor, fågelskrämmor och spindelnät.
Lilla Allmänna gränd delar Gröna Lund i två avdelningar: det gamla och det nya området. En liten brobyggnad kallad Spanska Trappan förbinder båda sidor. Inom området ligger också Restaurang Tyrol. Gröna Lund har dessutom byggnadstillstånd för att utvidga parken på den nuvarande parkeringen på andra sidan Allmänna gränd, där det gamla Nöjesfältet tidigare låg.
På Stora scen gästspelar nationella och internationella underhållare. Här har bland andra Europe, The Hives, Ramones, Louis Armstrong, Jimi Hendrix, Bob Marley, Paul McCartney, David Cassidy, Sweet, Jussi Björling, Damian Marley, Nas, Abba, Troye Sivan, The 1975, Lady Gaga, Bryan Adams, Alexander Rybak, Kiss, Alice Cooper, Sting och Sator uppträtt. Varje sommar fram till 1970-talet uppträdde också Evert Taube här, en tradition som efter hans död fördes vidare av sonen Sven-Bertil Taube. På dansbanan spelar dansband flera dagar i veckan, och här hålls även barnföreställningar av olika slag.
Åren 2005–2008 hade parken öppet från slutet av november fram till jul (torsdagar till och med söndagar) för en julmarknad och en del åkattraktioner.
År 2023 stängde åkattraktionen Jetline efter en dödsolycka.

## Historik

### Gröna Lund före tivolit

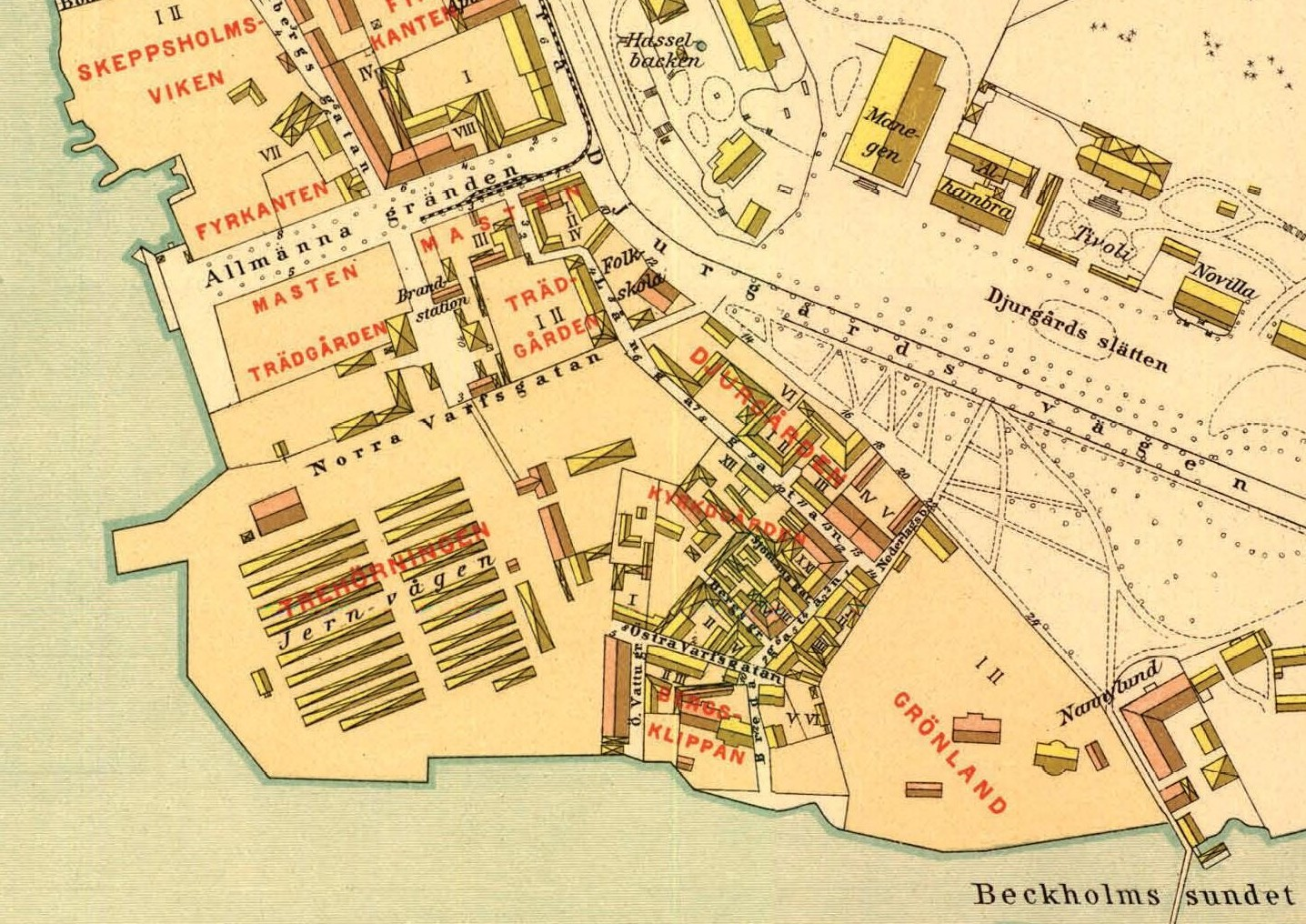
Området 1885.

Gröna Lund som plats för nöjesliv är äldre än tivolit. På 1700-talet har det funnits nöjesinrättningar i trakten för dagens Gröna Lund, som bland annat besjöngs av Bellman. Gröna lunden var ursprungligen namnet på en stor trädgårdstomt i Djurgårdsstaden. Senare var det en krog mellan Mjölnargården och Bellmanshuset i Djurgårdsstaden. Detta värdshus som på 1700-talet låg intill Djurgårdsstadens enda trädgård omtalas i fyra av Fredmans epistlar av Carl Michael Bellman:
- N:o 12, Gråt Fader Berg och spela; Elegi öfver slagsmålet på Gröna Lund
- N:o 22, De dyrbaraste gåfvor; Til the Nybyggare på Gröna Lund
- N:o 31, Se Movitz, hvi står du och gråter; Över Movitz, då han blev uppiskad på gatan, för det kvinten sprang på basfiolen, en sommarafton 1769
- N:o 62, Movitz Valdthornet proberar; Angående sista Balen på Gröna Lund

Området där tivolit Gröna Lund sedermera uppstod ligger strax väster om Djurgårdsstaden och begränsades i norr av Allmänna gränden. Den ledde fram till Djurgårdens inhägnad och vid dagens Djurgårdsvägen fanns en port eller grind, där man skulle erlägga inträdesavgift för att komma in på Kungliga Djurgården. Den största delen av tomten upptogs av stadens järnvåg som 1865 flyttats hit från Järngraven på Södermalm. Mot Allmänna gränden påminde det äldre kvartersnamnet Trädgården om den trädgård som gav Grönan sitt namn. Här var området bebyggt med enkla skjul samt Djurgårdens första brandstation som inrättades år 1876 i före detta järnvågshuset, byggnaden finns alltjämt kvar.

### Tivolits historia

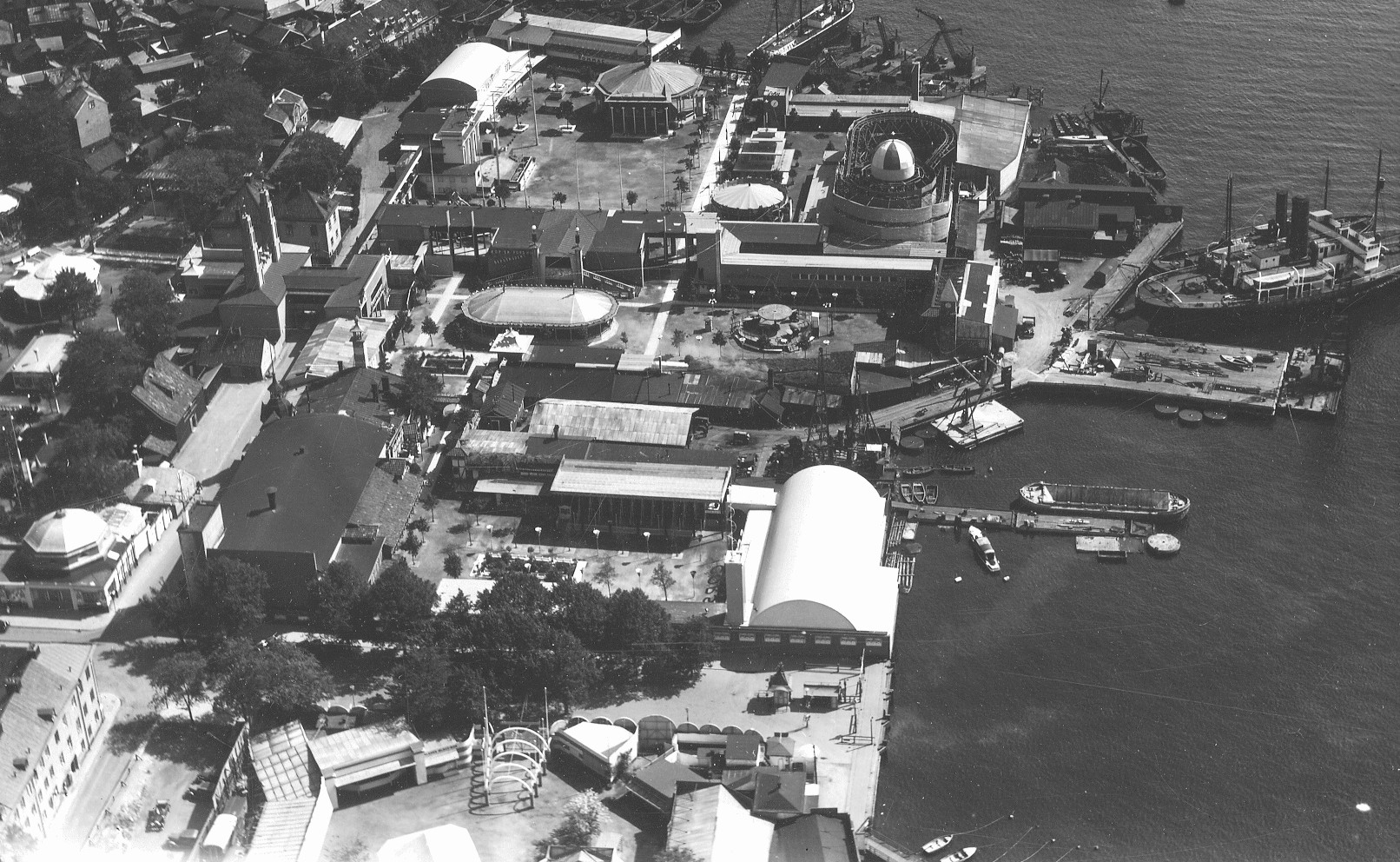
Gröna Lund 1939, i förgrunden ligger konkurrenten Nöjesfältet.

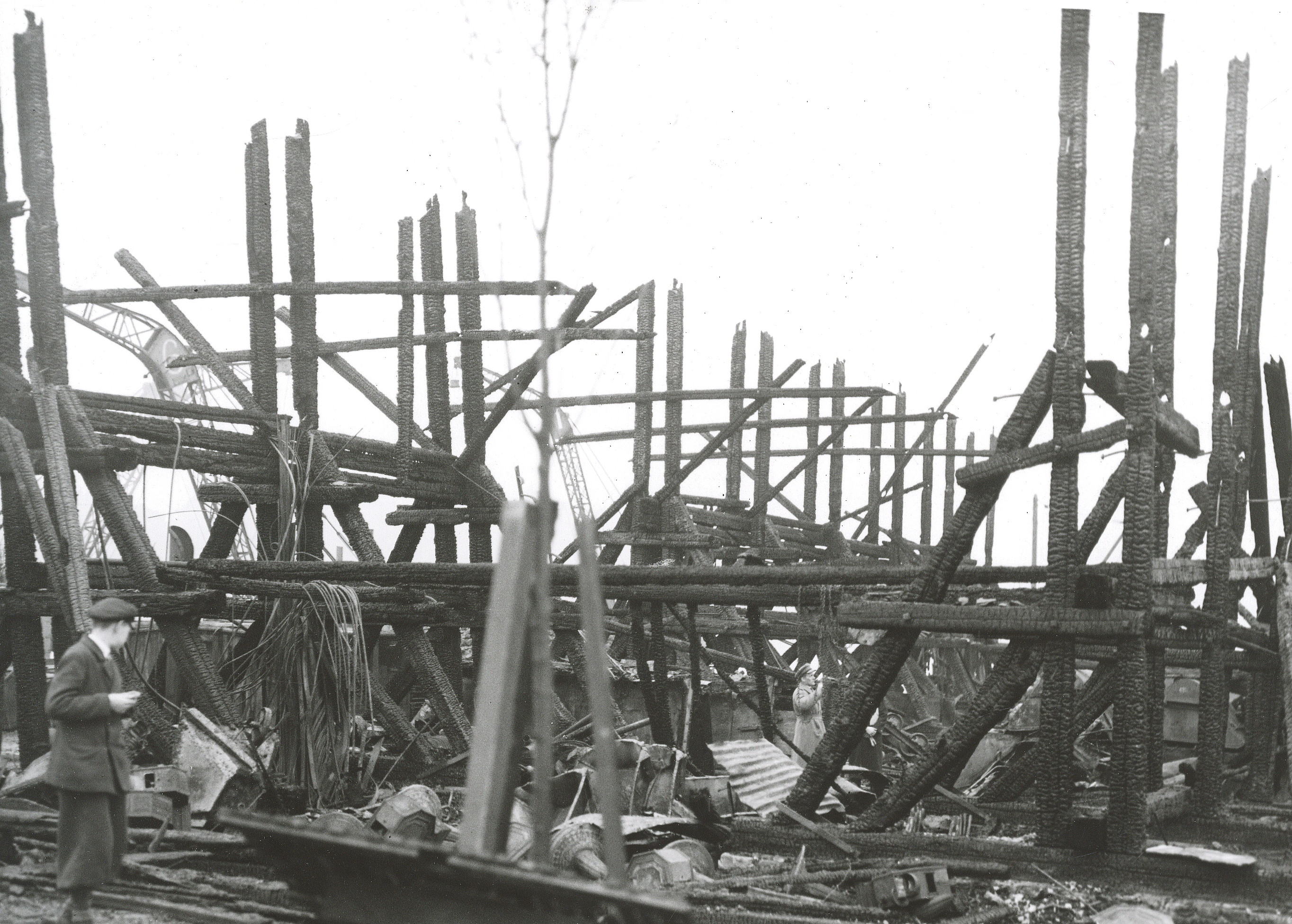
Branden på Grönan, 23 mars 1935.

Vid mitten av 1800-talet och framåt uppfördes på Djurgårdsslätten en rad värdshus och krogar samt etablissemang där komedianter, musikanter och innehavare av tittskåp, bild- och kasperteatrar höll till. Till kända ställen hörde bland annat Stockholms Tivoli med den populära revyteatern Kristallsalongen som låg en bit norr om Skansens nuvarande huvudentré och Mothanders manege som ersattes 1890 av Cirkus. 
Tivolit Grön Lund växte fram under 1880-talet. År 1883 arrenderade den från Berlin inflyttade snickaren Jacob Schultheis området. Till en början startade han tillsammans med sin bror Johan en varieté i Göteborg. Men Jacob fortsatte till Stockholm för anordnande av "Karuseller och andra Nöjesanordningar" på Gröna Lunds område.
Invigningen av Tivoli Gröna Lund skedde 1883 vilket gör det till Sveriges äldsta existerande tivoli. Efter Schultheis död 1914 tog änkan Edla Schultheis och sonen Gustaf Nilsson över tivolit. Under den nya ledningen genomfördes stora moderniseringar och utvidgningar av Gröna Lund i samarbete med arkitekten Arvid Klosterborg. År 1924 fick företaget konkurrens av ett kringresande tivoli som hette Nöjesfältet, även kallat Nöjet och som slog sig ner mittemot Gröna Lund på norra sidan av Allmänna gränd. 
Under Gustaf Nilssons tid drabbades Gröna Lund av en svår brand, som närapå kunde ha utplånat hela nöjesparken. Natten mellan 22 och 23 mars 1935 kom elden lös i ett skjul, och spred sig snabbt i området. Grönans nya attraktion från 1932, Skräckexpressen förstördes fullständigt, likaså Skrattsalongen. Även en del av gamla berg- och dalbanan försvann i elden. Under 1930-talet fanns även en "attraktion" där man kunde beskåda kortväxta personer som levde i en egen liten "by", vid namn "Sagostaden Lilleput". Skräckexpressen återuppstod senare samma år under namnet Blå Tåget. Efter Gustaf Nilssons död 1940 övertogs ledningen av hans hustru Nadeschda Nilsson, som var dotter till källarmästaren på närbelägna Novilla.
Nöjet drevs av Johan Lindgren och under konkurrenskriget mellan dessa båda tivolin uppstod kärlek mellan Johan Lindgrens son John Lindgren och Gustaf Nilssons dotter Ninni, men först efter att både Johan Lindgren och Gustaf Nilsson gått bort 1940, vågade de offentliggöra sin kärlek. 
John och Ninni gifte sig 1942, och drev sedan Nöjesfältet tillsammans fram tills det stängde 1957. Efter detta drev paret Gröna Lund. Sonen John Lindgren Jr blev verkställande direktör 1981 och dottern Nadja Bergén var tivolichef fram till 2001, när anläggningen införlivades i nöjesparkskoncernen Parks & Resorts Scandinavia, där bland andra Kolmårdens Djurpark och Skara Sommarland ingår.

### Direktörer
- 1883–1914 – Jacob Schultheis[11]
- 1914–1916 – Edla Schultheis (änka efter föregående)[11]
- 1916–1940 – Gustaf Nilsson (son till Jacob Schultheis)[11]
- 1940–1959 – Nadeschda Nilsson (änka efter föregående)[11]
- 1960–1981 – John Lindgren (svärson till Gustaf och Nadeschda Nilsson)[11]
- 1981–1990 – John Lindgren Jr (son till föregående)[11]
- 1990–1997 – Anders Bergén (svåger till föregående)[12]
- 1997–2001 – Ulf Larsson[13]
- 2001–2005 – Robert Mesterton[14]
- 2005–2006 – Carl-Johan "Charlie" Eldh[14]
- 2006–2009 – Ulf Larsson[13]
- 2009–2013 – Jan Roy[15]
- 2013–2022 – Magnus Widell (född 1973)[15]
- 2023 – Jan Eriksson

### Bilder
Historiska bilder

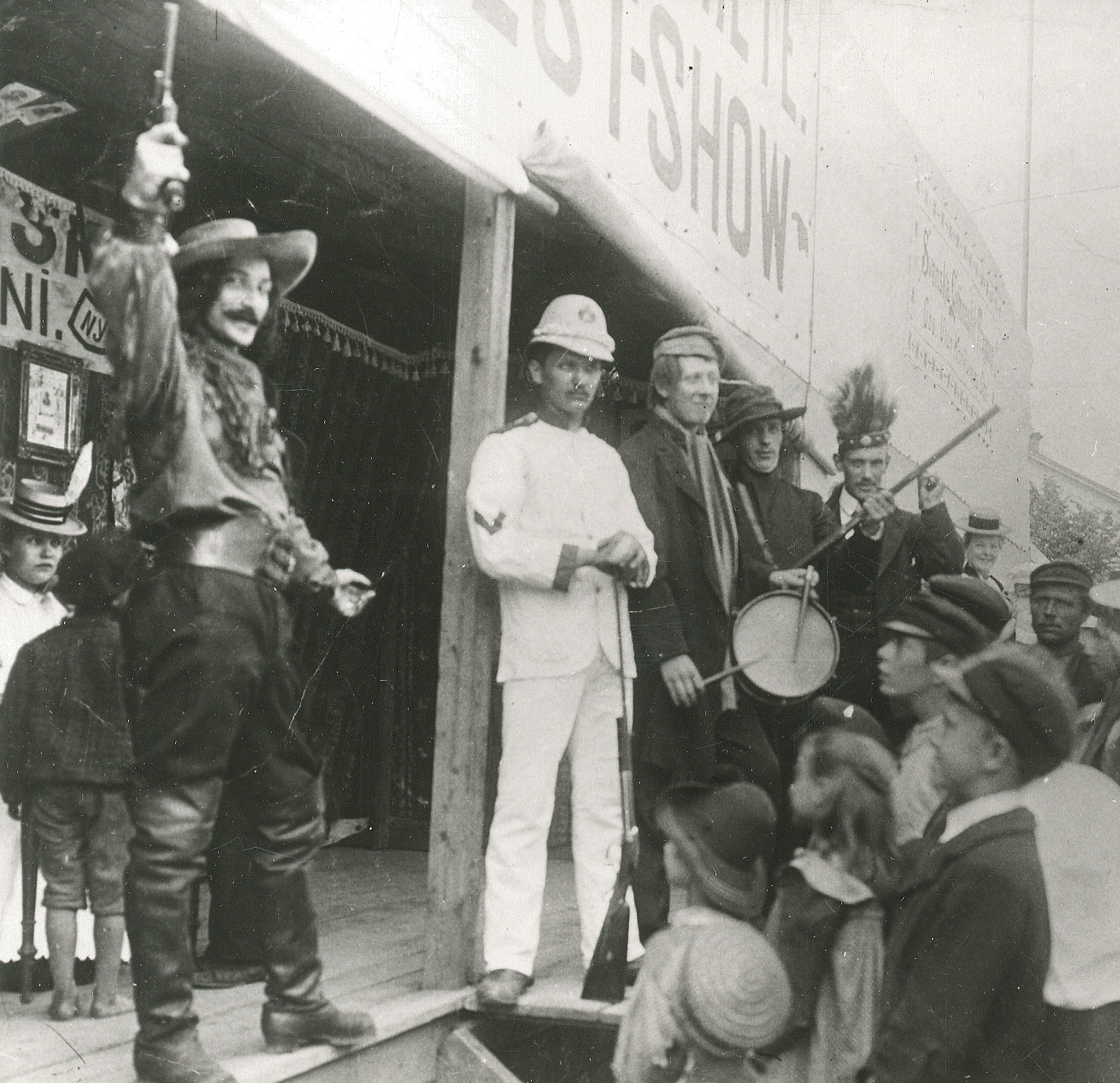
Westernshow år 1900
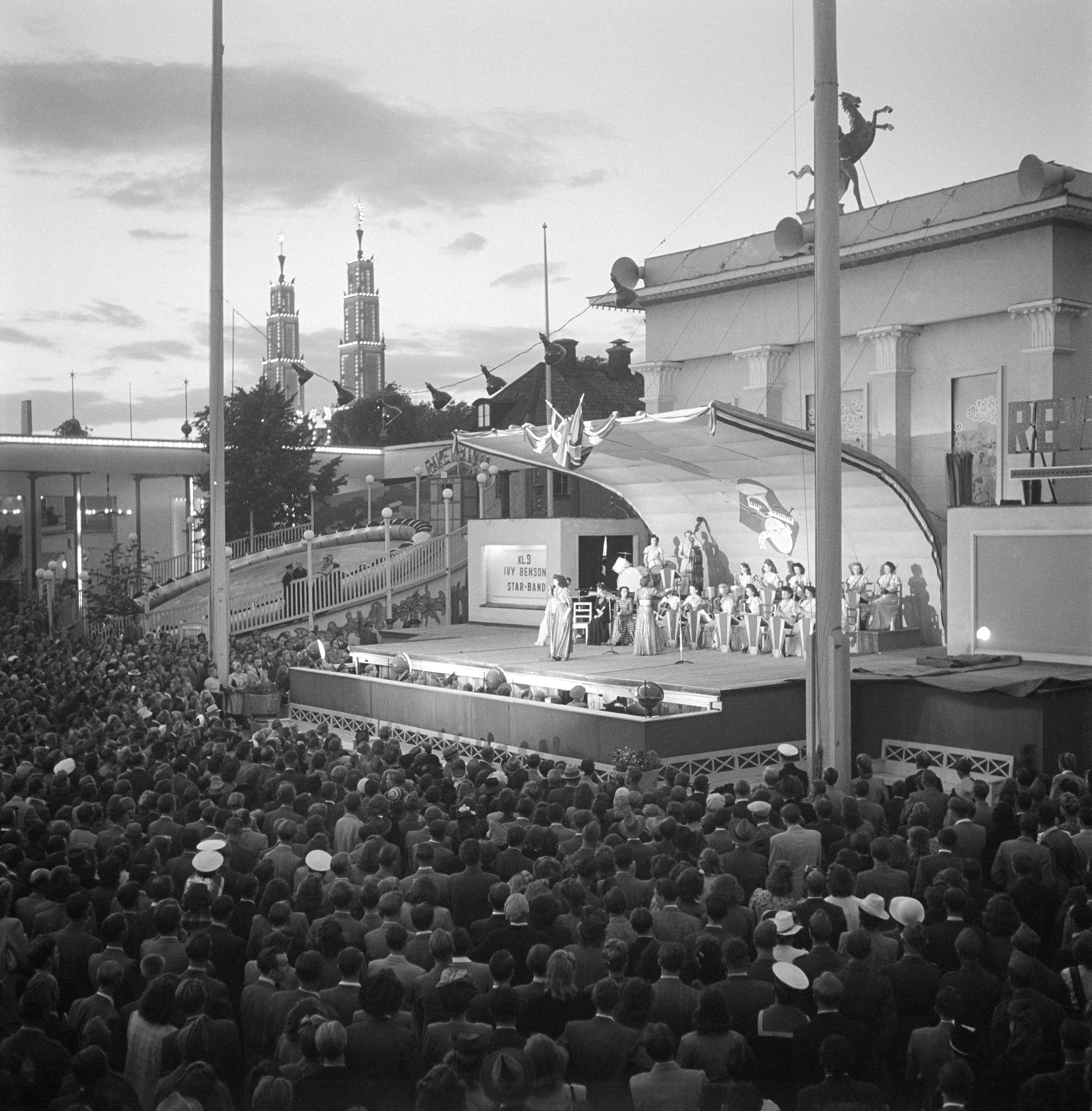
Stora scenen 1946
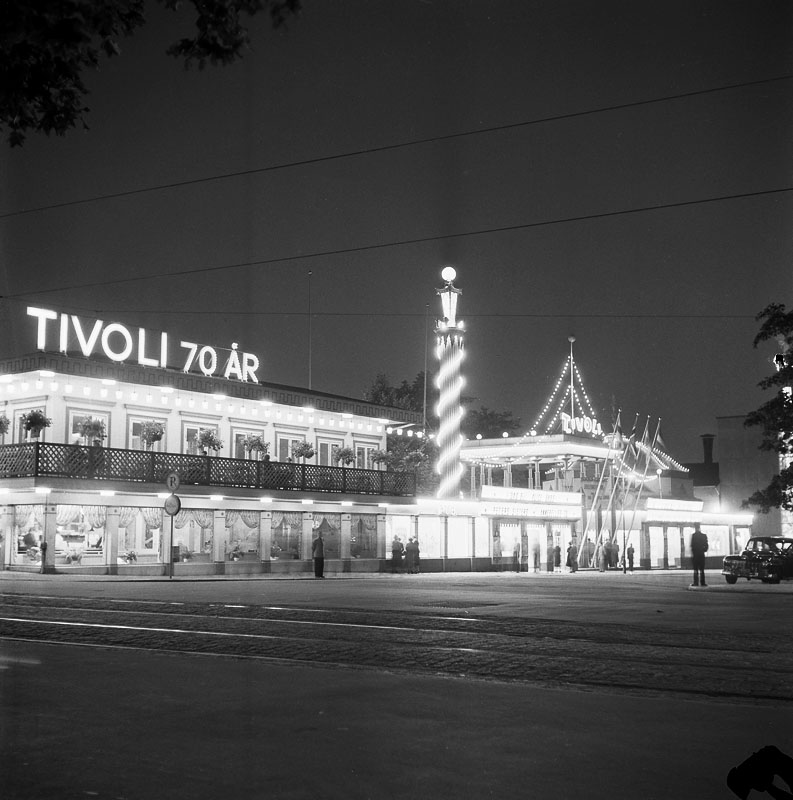
"Grönan" firar 70-årsjubileum 1953
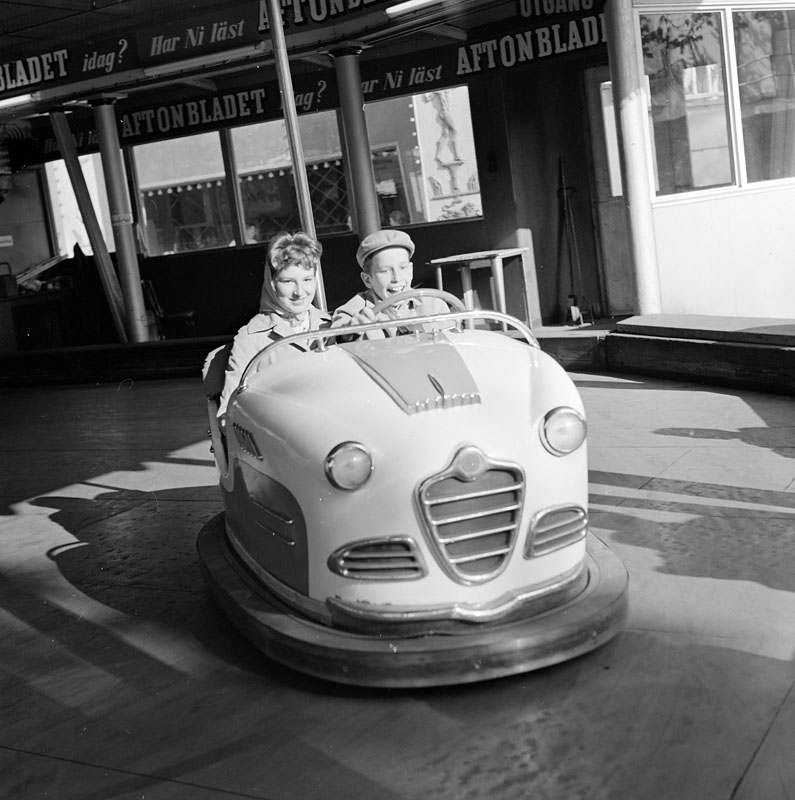
"Radiobilen" 1960
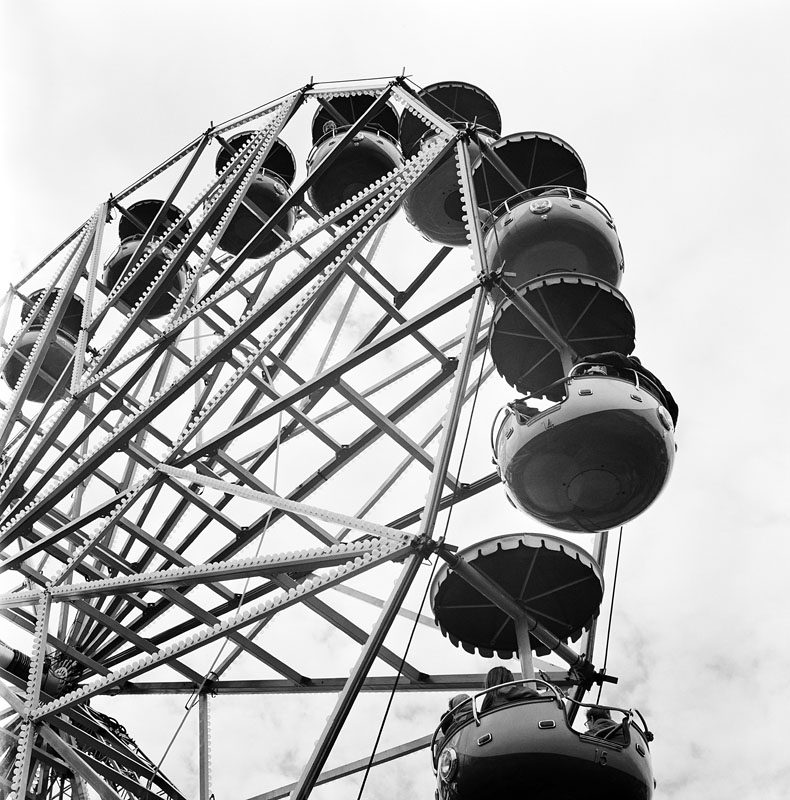
"Riesenrad" 1961

Uppträdanden

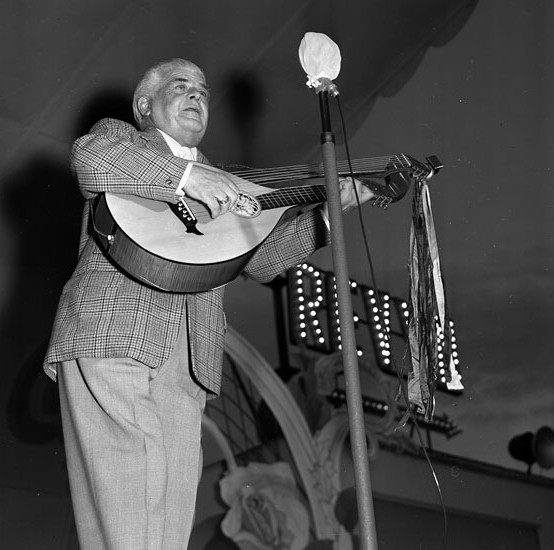
Evert Taube 1953
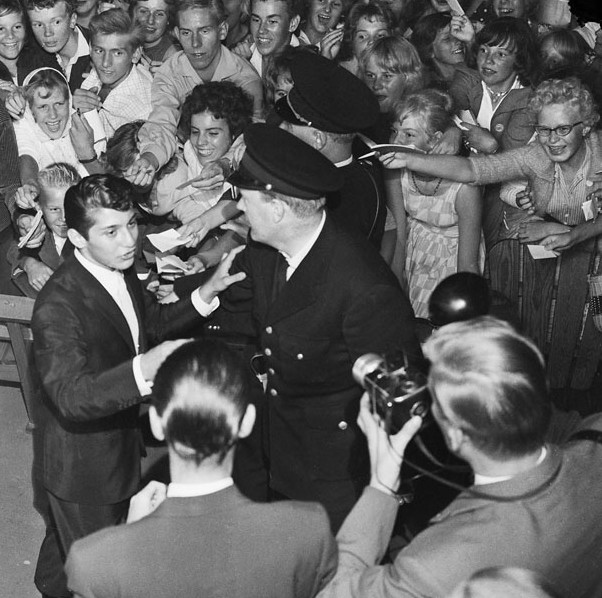
Paul Anka 1959
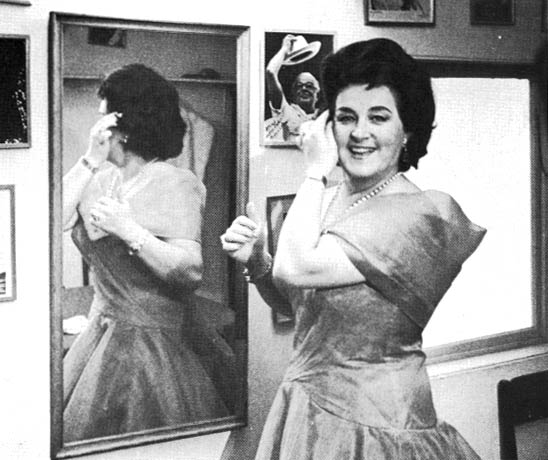
Birgit Nilsson 1960-tal
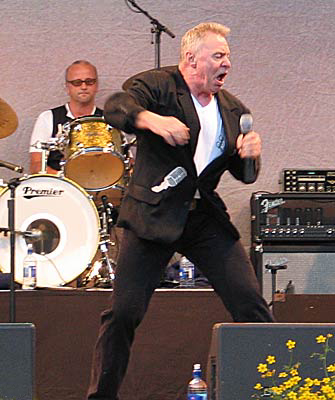
Jerry Williams 2004
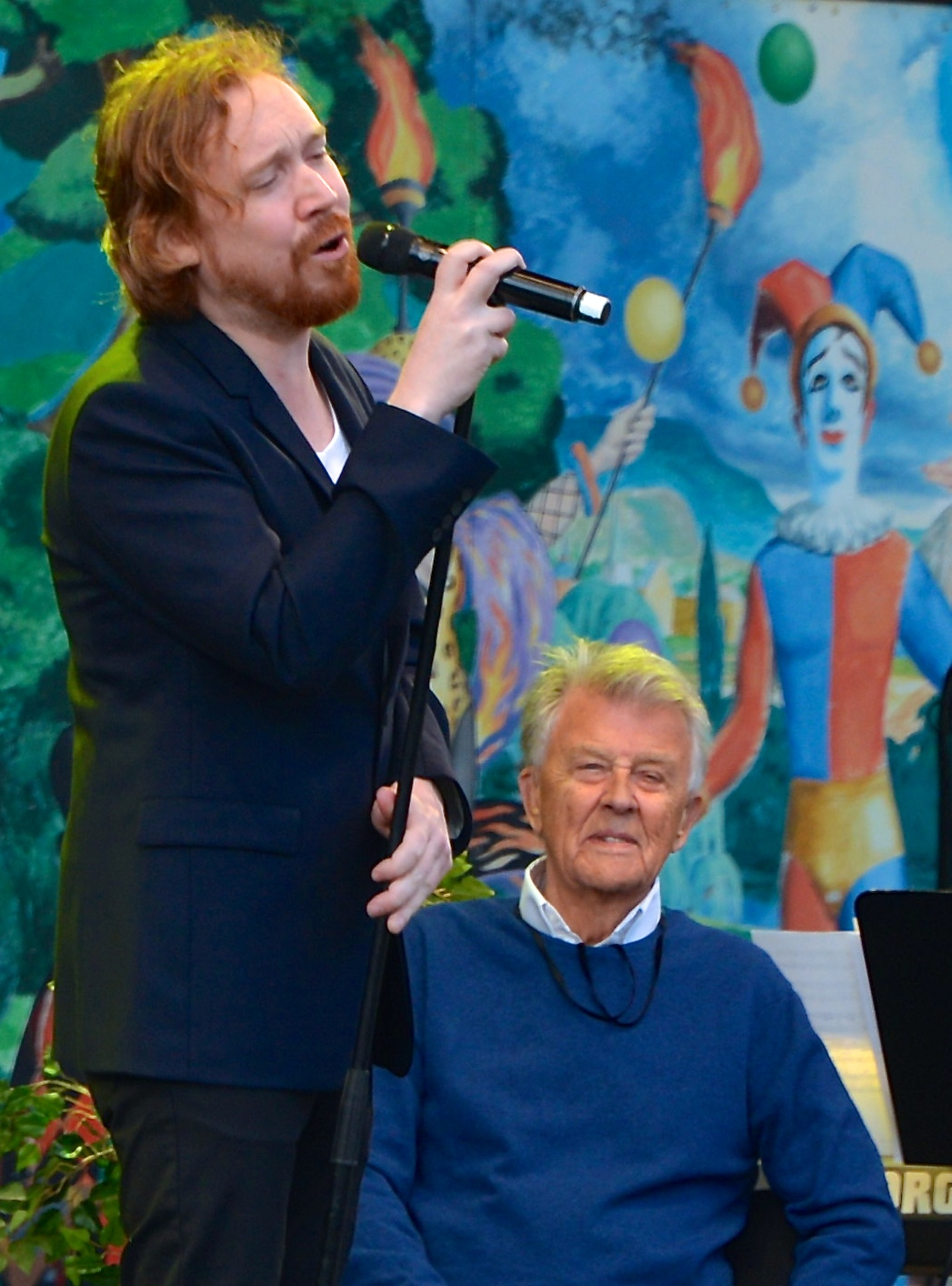
Lars Winnerbäck och Sven-Bertil Taube 2014.

Offentlig konst
Några av Armand Rossanders 20 konstglasföster från 1942 med motiv från Gröna Lund som finns uppsatta i restaurang Tyrols torn.

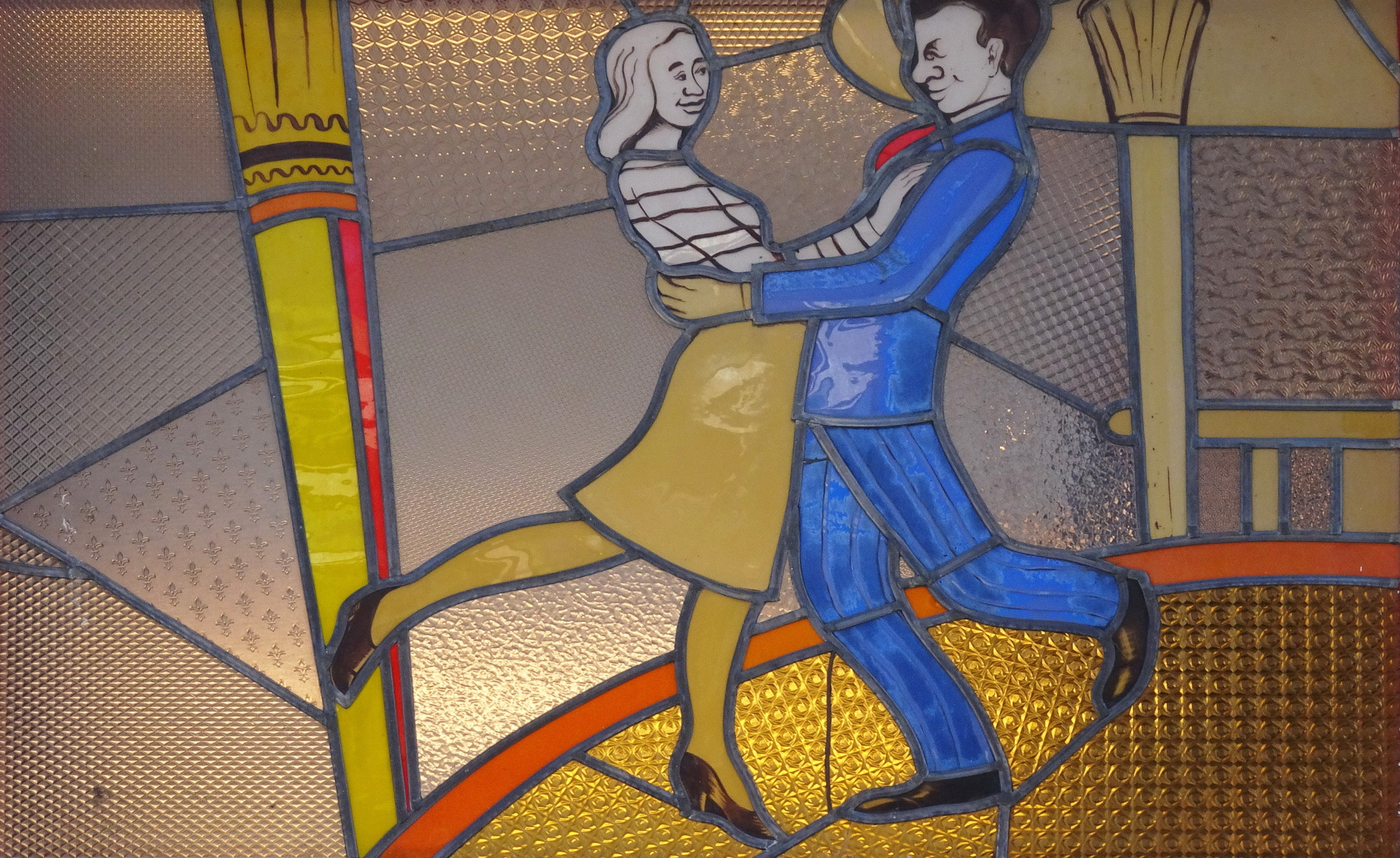
Dansbanan
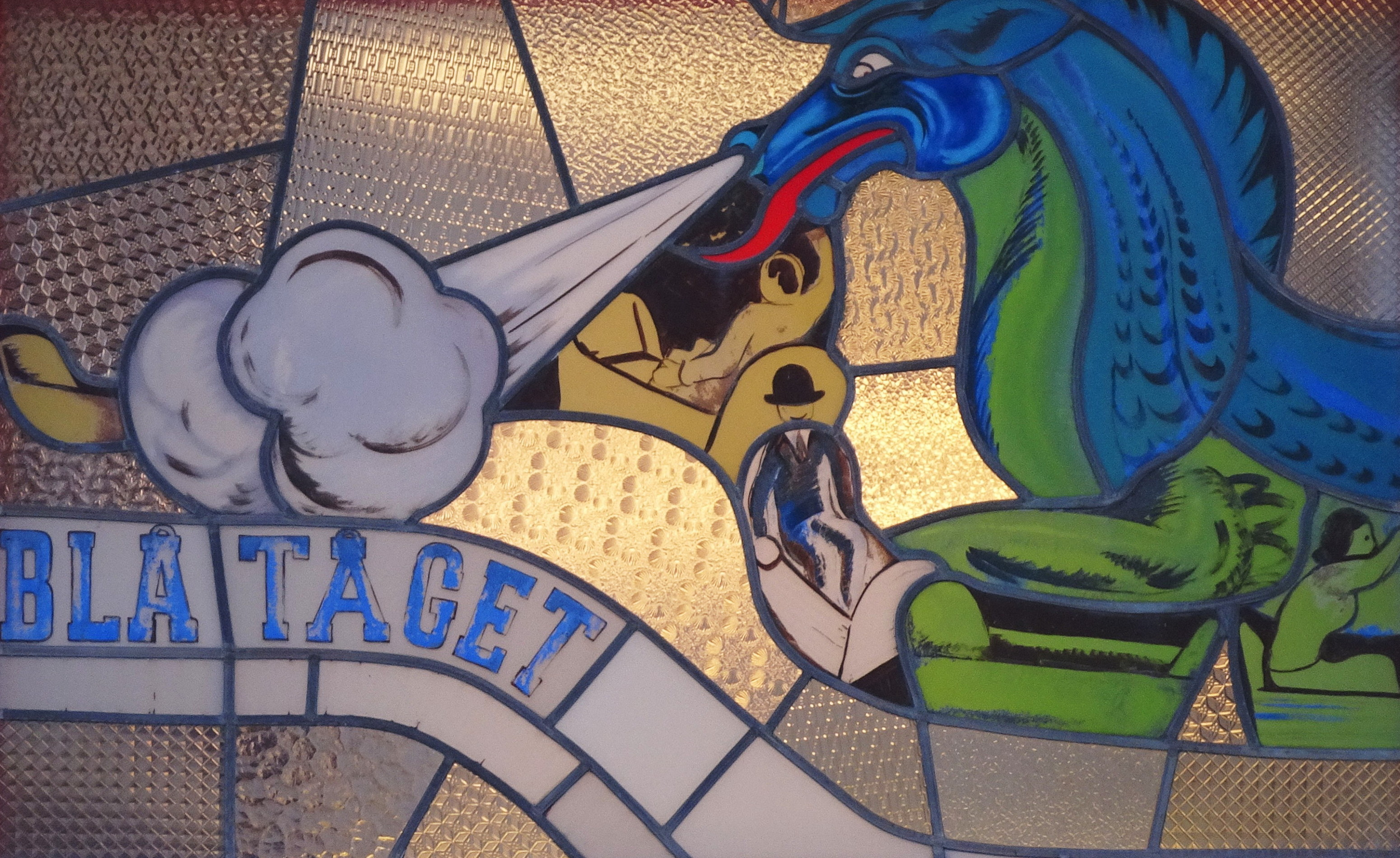
Blå Tåget
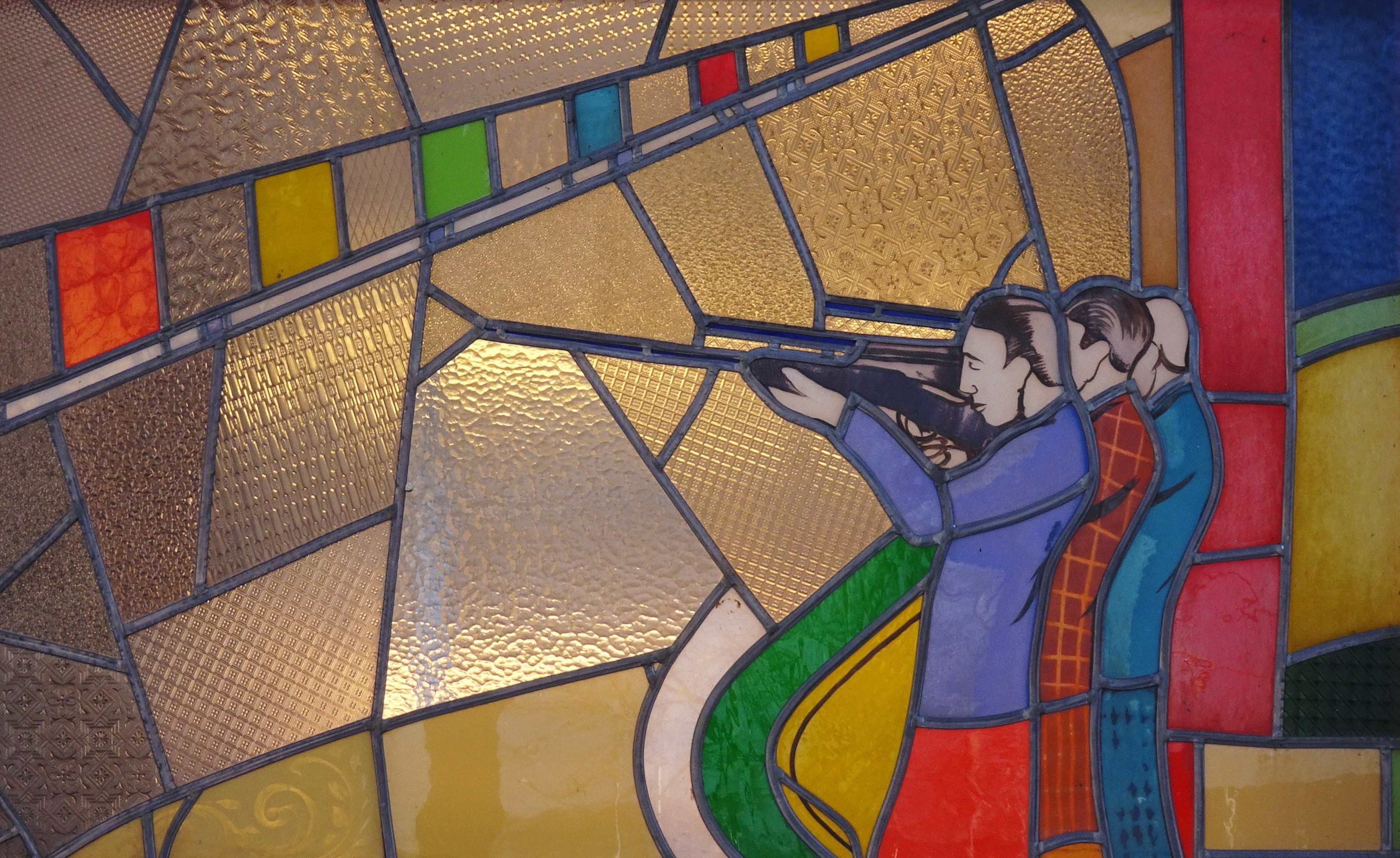
Skjutbanan
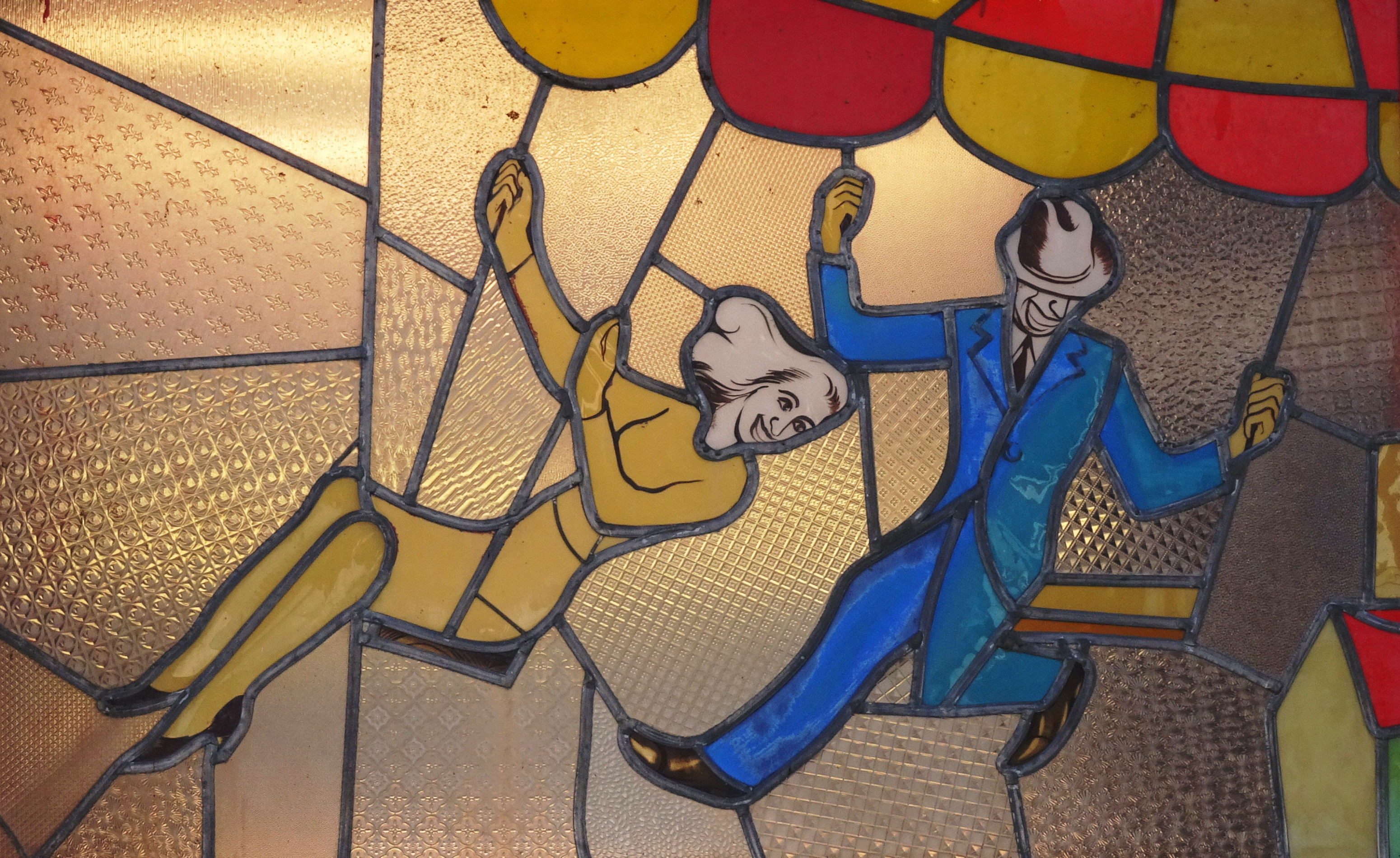
Kättingflygare
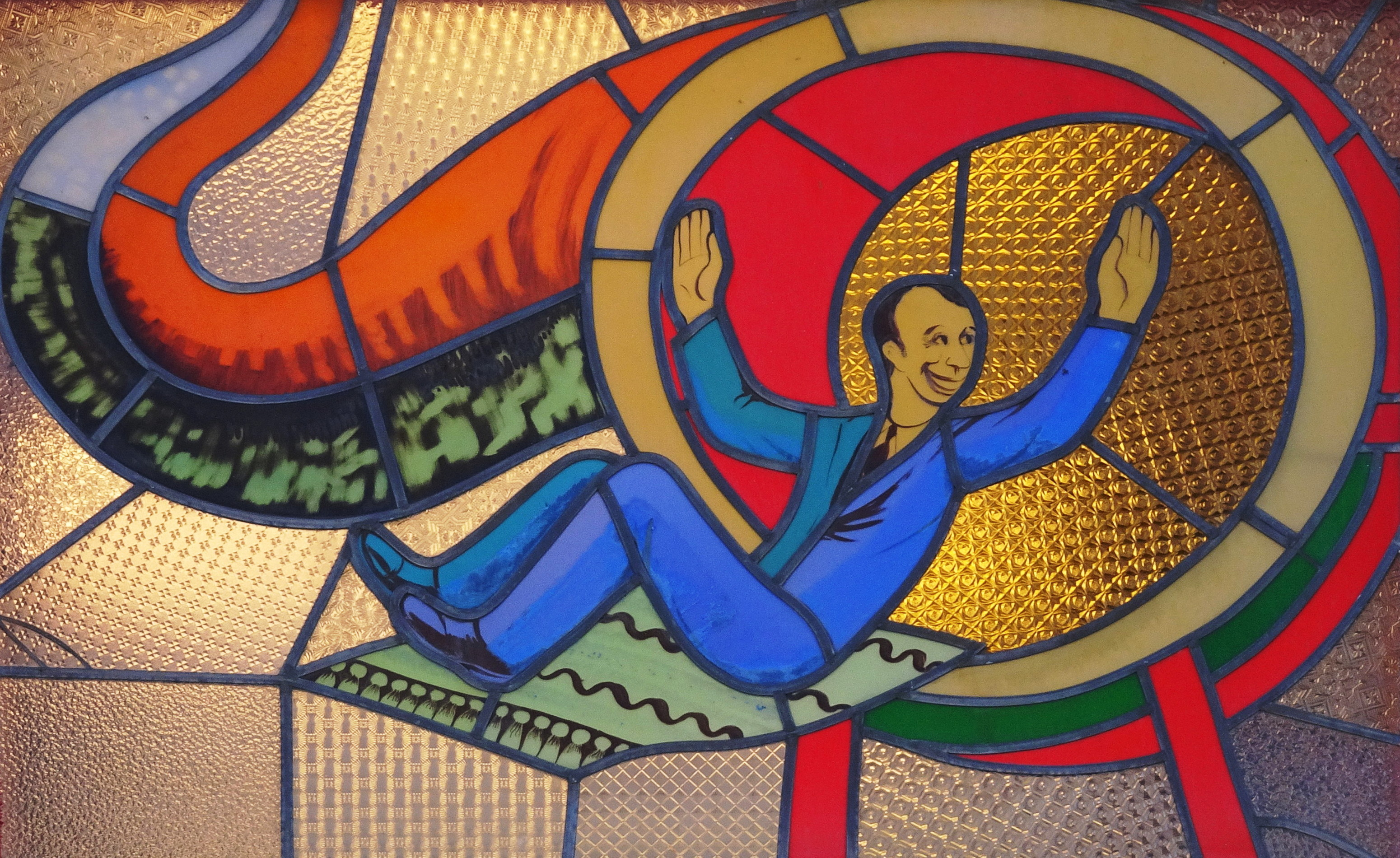
Lustiga huset

## Åkattraktioner
| Åkattraktion           | Beskrivning | Längdgräns                                        | Läskighetsfaktor | Byggnadsår     | Tillverkare, Tillverkarens beteckning                                                                                             | Ytterligare information  |
| ---------------------- | --- | ------------------------------------------------- | ---------------- | -------------- | --- | ------------------------ |
| Barnradiobilarna       | En barnvariant av de tidigare Radiobilarna. | 95–130 cm                                         |                  | 2003           | Bertazzon (Italien), Children Bumper Cars                                                                                         |                          |
| Blå Tåget              | Spöktåg. | 95 cm                                             |                  | 1935/1982/2011 | Gröna Lund, egen produktion 1935. Ombyggd 1982 av Zierer (Tyskland). Ombyggd 2011 av Magnus Sörman,Gröna Lund & Gosetto (Italien) |                          |
| Bläckfisken            | Roterande åkattraktion med utsvängande "armar". | 130 cm                                            |                  | 2000/2016      | Schwarzkopf (Tyskland), Polyp |                          |
| Cirkuskarusellen       | Klassisk karusell med handsnickrade och handmålade djur. | Ingen.                                            |                  | 1883/1991      | |                          |
| Eclipse                | Kättingflygare på 121 meters höjd. | 130 cm eller 120 med vuxen.                       |                  | 2013           | Funtime (Österrike) |                          |
| Flygande Mattan        | Roterande åkattraktion. | 140 cm                                            |                  | 1983           | Zierer (Tyskland), Flying Carpet                                                                                                  |                          |
| Flygande Elefanterna   | En åkattraktion med separata armar och sittkorgar. De senare kan höjas och sänkas av passagerarna.                                                                               | 100 cm eller i vuxet sällskap.                    |                  | 2008           | Zamperla (Italien), Flying Elephants                                                                                              |                          |
| Fritt Fall             | Korgar för fyra personer dras upp till en höjd av 80 meter och släpps därefter för att följa spåret vertikalt i en hastighet av ca 100 km/h.                                     | 140–195 cm                                        |                  | 1998           | Intamin (Schweiz), Multi Drop |                          |
| Fritt Fall Tilt        | I princip likadan som Fritt fall, förutom att korgen lutas ca 20 grader framåt före nedsläppet.                                                                                  | 140–195 cm                                        |                  | 2004           | Intamin (Schweiz), Ride Trade (Liechtenstein), Multi Drop                                                                         |                          |
| House of Nightmares    | Hus, i vilket besökarna själva går in för att bli skrämda av olika specialeffekter och utklädda skådespelare.                                                                    | Ingen, men rekommenderas för barn över 13 år.     |                  | 2015           | Sally Corporation (USA) | Kräver särskild biljett. |
| Insane                 | En berg- och dalbana av så kallad "Zac-Spin"- typ, vilket innebär att passagerarna sitter på sidan av rälsen medan vagnen kan rotera kring sin egen axel beroende på belastning. | 140–195 cm                                        |                  | 2009           | Intamin (Schweiz) |                          |
| Ikaros                 | Fritt fall i 90 graders lutning. | 140–195 cm                                        |                  | 2017           | Intamin (Schweiz) |                          |
| Katapulten             | Torn, i vilket passagerarvagnen skjuts upp 55 meter i en hastighet av 60 km/h med hjälp av tryckluft.                                                                            | 140–195 cm                                        |                  | 2004           | S&S Power Inc. (USA), Combo Ride                                                                                                  |                          |
| Kvasten                | Inverterad berg- och dalbana. | 120 cm eller 110 med vuxen.                       |                  | 2007           | Vekoma Family suspended (upphängda vagnar)                                                                                        |                          |
| Kärlekstunneln         | Små båtar som av strömmande vatten sakta förs längs en byggd bana | Ingen                                             |                  | 1917/1986-87   | |                          |
| Kättingflygaren        | Roterande åkattraktion, med i kedjor hängande separata passagerarvagnar, vilka av de vertikala g-krafterna svänger utåt.                                                         | 120 cm eller 110 med vuxen.                       |                  | 1997           | Zierer (Tyskland) |                          |
| Lustiga Huset          | Klassisk attraktion, i vilken besökarna vandrar genom olika typer av mekaniska upplevelser.                                                                                      | Ingen, men 120 cm för att gå i mekaniska trappan. |                  | 1917/1986-87   | Gröna Lund, Egen produktion 1917. Ombyggd 1986 av Zierer (Tyskland).                                                              |                          |
| Lyktan                 | En roterande korg dras upprepade gånger upp till en höjd av 12 meter, för att sedan släppas nedåt.                                                                               | 120 cm eller 110 med vuxen.                       |                  | 2008           | Zierer (Tyskland), Freefall Tower                                                                                                 |                          |
| Monster                | Inverterad berg- och dalbana. Nyhet 2021. | 140–195 cm                                        |                  | 2021           | Bolliger & Mabillard (Schweiz) |                          |
| Nyckelpigan            | Mindre typ av berg- och dalbana. | 120 cm eller i vuxet sällskap.                    |                  | 1975           | Zierer (Tyskland), Family Coaster                                                                                                 |                          |
| Pettson o Findus Värld | Hus, i vilket besökarna själva vandrar genom ett antal rum. | Ingen                                             |                  | 2003           | Gröna Lund, Egen produktion |                          |
| Pop-Expressen          | Roterande attraktion, med roterande passagerarvagnar. | 140 cm                                            |                  | 1996           | HUSS Machinenfabrik (Tyskland), Breakdance                                                                                        |                          |
| Pumpen                 | Pendlande och pumpande rörelser skapar den en åktur som bjuder på tyngdlöshet, fall och fart                                                                                     | 120 cm eller 95 med vuxen.                        |                  | 2025           | RES Rides (Schweiz), Super Swing M20                                                                                              |                          |
| Tekopparna             | Roterande attraktion med roterande passagerarvagnar. | 120 cm eller 105 cm med vuxen.                    |                  | 2008           | Mack (Tyskland), Tea Cups |                          |
| Tuff-Tuff Tåget        | Berg- och dalbana för barn. | 90 cm eller i vuxet sällskap.                     |                  | 2010           | Zamperla (Italien) |                          |
| Twister                | Berg- och dalbana av trä. | 120 cm                                            |                  | 2011           | The Gravity Group (USA) |                          |
| Veteranbilarna         | Äldre veteranbilar, handgjorda i plåt, som åker runt på en 120 meter lång bana.                                                                                                  | Ingen                                             |                  | 1963/2008      | H. Stefansen |                          |
| Vilda Musen            | Berg- och dalbana som slingar sig mellan f. d. Jetline. | 130 cm eller 120 med vuxen.                       |                  | 2003           | Gerstlauer (Tyskland), Bobsled Coaster                                                                                            |                          |

Fotnoter: 
1. ↑  Observera att "läskighetsfaktor" var en vägledande bedömning från Gröna Lund om vilken effekt attraktionen kan ha. En fyrgradig skala där ett är minst läskig och fyra är läskigast.

### Bilder, attraktioner i urval

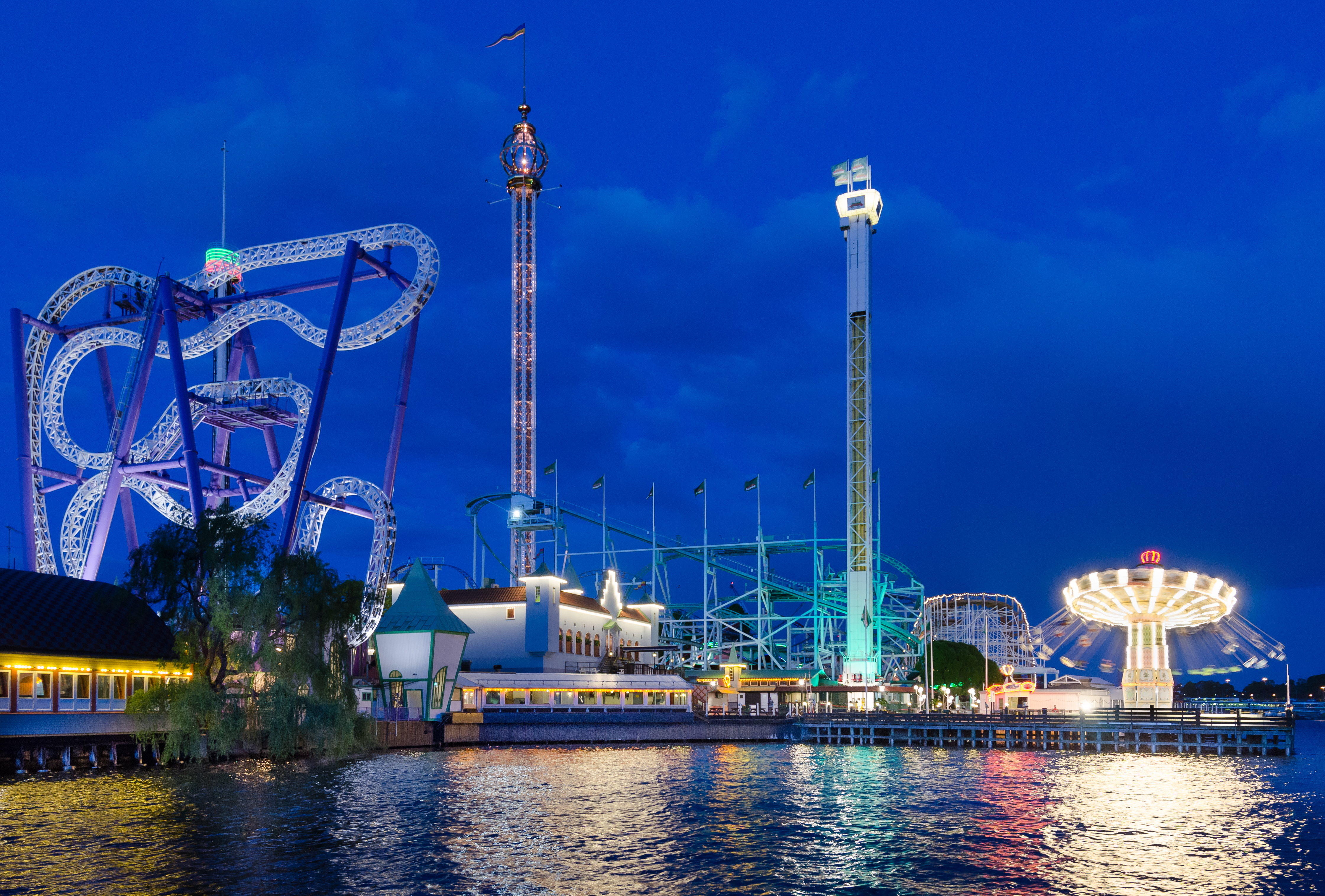
Gröna Lund sett från Djurgårdsfärjan.
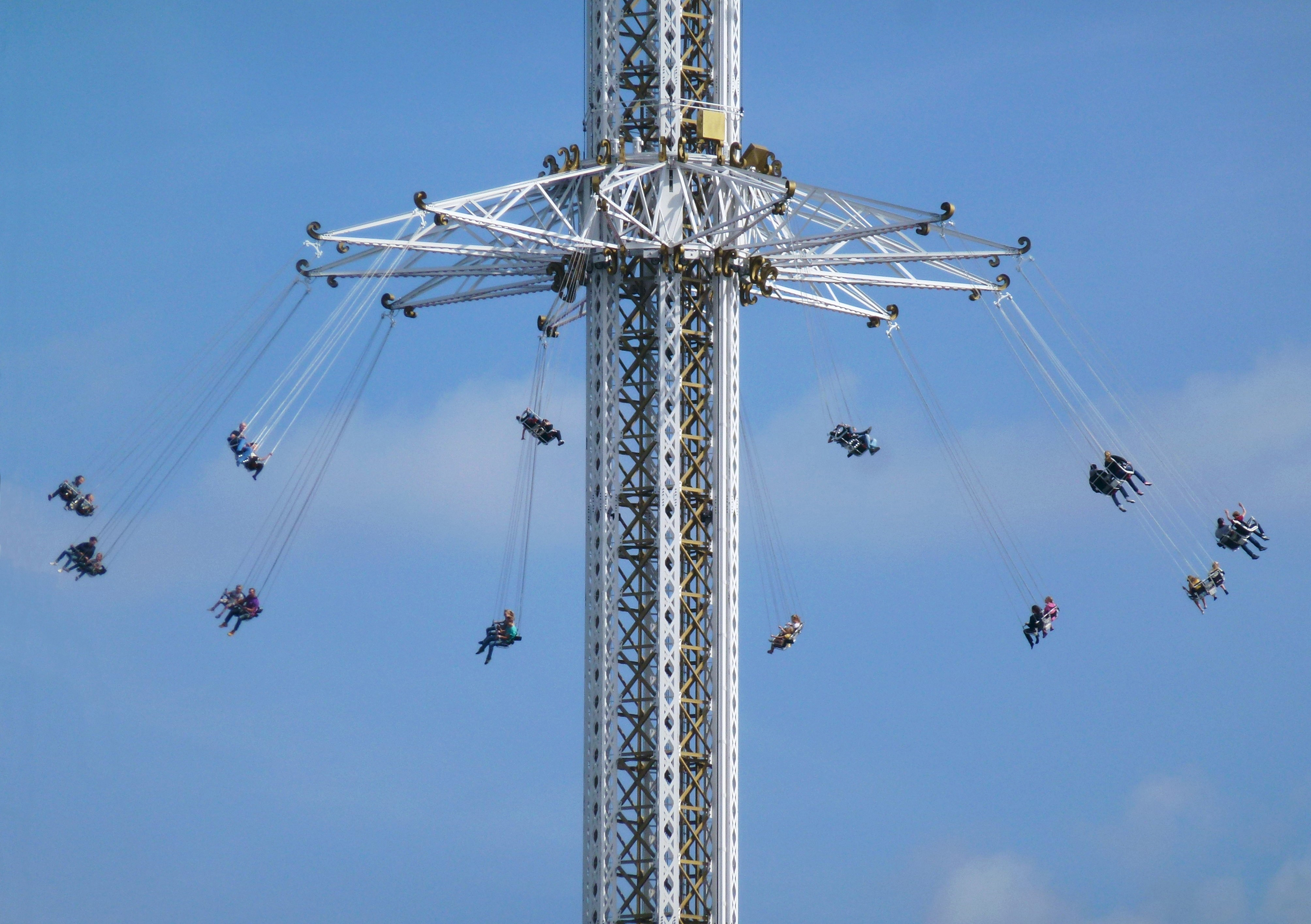
"Eclipse".
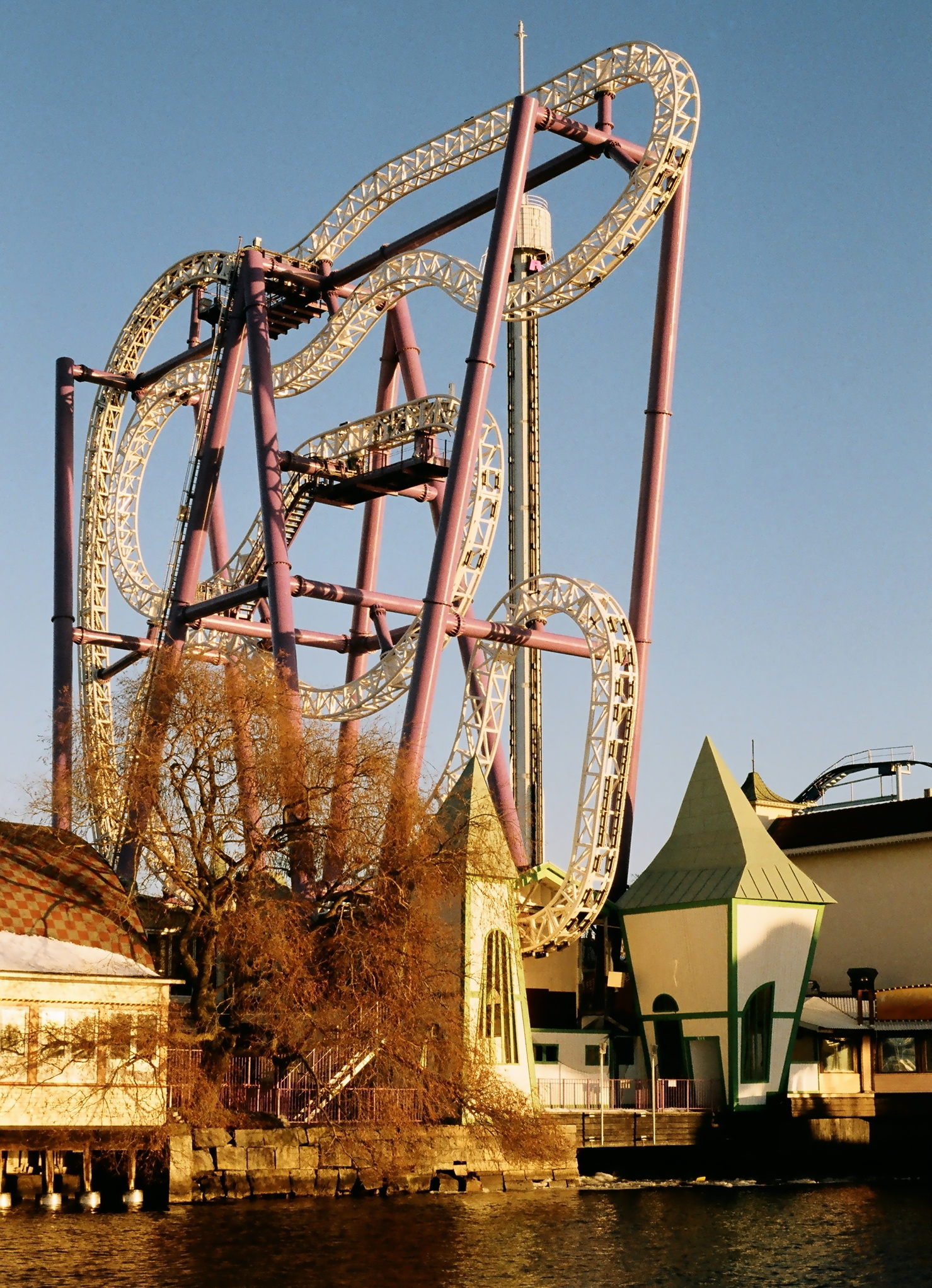
"Insane".
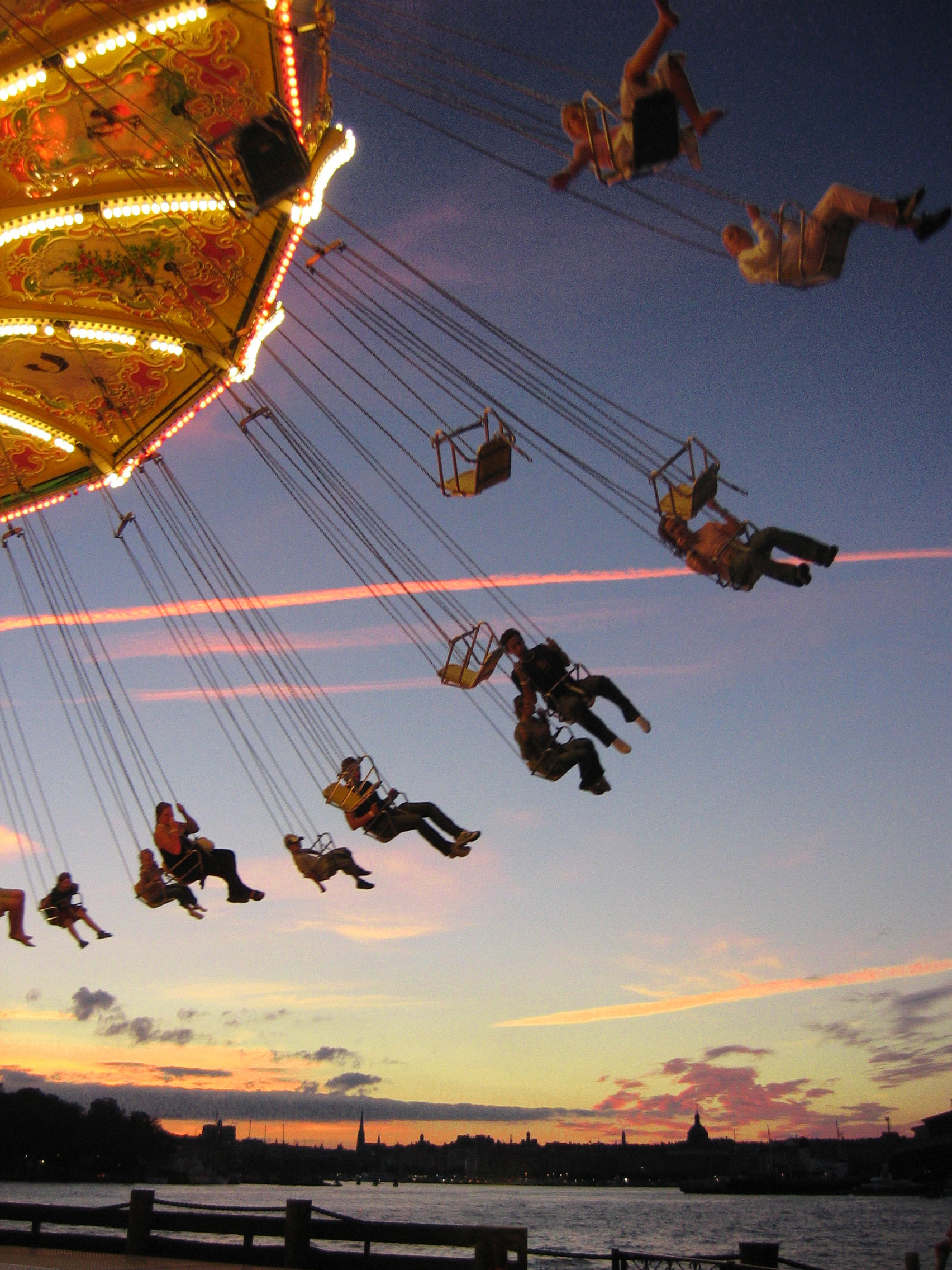
"Kättingflygaren".
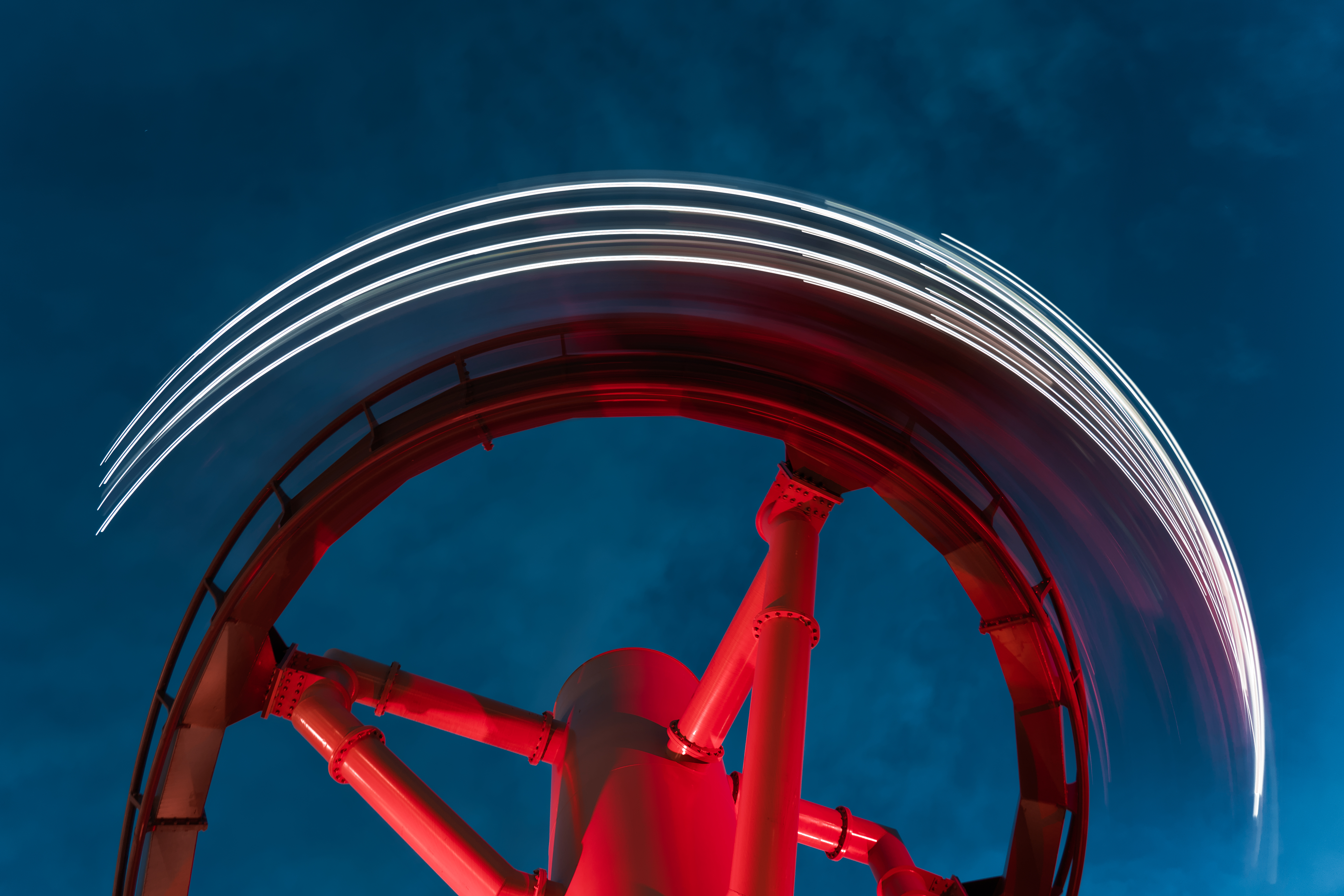
"Monster".

### Filmer
- En tur i Forsbanan, 1987
- Nyckelpigan, Pariserhjulet, Lustiga huset, 1987
- Veteranbilbanan, Gocart och Lilla scenen, 1987
- Hully-Gully och Dansbanan, 1987

## Åktoppen
2015
| Attraktion    | Antal Besökare |
| ------------- | -------------- |
| Jetline       | 834 077        |
| Lustiga Huset | 701 462        |
| Twister       | 589 868        |
| Kvasten       | 561 999        |
| Vilda Musen   | 498 787        |

2016
| Attraktion    | Antal Besökare |
| ------------- | -------------- |
| Jetline       | 906 244        |
| Lustiga Huset | 775 211        |
| Twister       | 570 377        |
| Kvasten       | 566 998        |
| Vilda Musen   | 510 066        |

2017
| Attraktion    | Antal Besökare |
| ------------- | -------------- |
| Jetline       | 834 625        |
| Lustiga Huset | 803 839        |
| Kvasten       | 591 593        |
| Twister       | 582 172        |
| Vilda Musen   | 572 247        |